# Brethel
Brethel és un municipi francès situat al departament de l'Orne i a la regió de Normandia. L'any 2007 tenia 123 habitants.

## Demografia

### Població
El 2007 la població de fet de Brethel era de 123 persones. Hi havia 56 famílies de les quals 17 eren unipersonals (17 homes vivint sols), 22 parelles sense fills i 17 parelles amb fills.
La població ha evolucionat segons el següent gràfic:
Habitants censats

### Habitatges
El 2007 hi havia 64 habitatges, 54 eren l'habitatge principal de la família, 7 eren segones residències i 3 estaven desocupats. Tots els 64 habitatges eren cases. Dels 54 habitatges principals, 45 estaven ocupats pels seus propietaris, 7 estaven llogats i ocupats pels llogaters i 1 estava cedit a títol gratuït; 6 tenien dues cambres, 14 en tenien tres, 13 en tenien quatre i 20 en tenien cinc o més. 39 habitatges disposaven pel capbaix d'una plaça de pàrquing. A 29 habitatges hi havia un automòbil i a 21 n'hi havia dos o més.

### Piràmide de població
La piràmide de població per edats i sexe el 2009 era:
| Homes | Edats   | Dones |
| ----- | ------- | ----- |
| 0     | 95 o +  | 0     |
| 0     | 90 a 94 | 0     |
| 8     | 85 a 89 | 4     |
| 0     | 80 a 84 | 8     |
| 0     | 75 a 79 | 0     |
| 0     | 70 a 74 | 4     |
| 4     | 65 a 69 | 4     |
| 0     | 60 a 64 | 0     |
| 0     | 55 a 59 | 0     |
| 0     | 50 a 54 | 8     |
| 4     | 45 a 49 | 0     |
| 4     | 40 a 44 | 4     |
| 12    | 35 a 39 | 4     |
| 4     | 30 a 34 | 0     |
| 0     | 25 a 29 | 0     |
| 4     | 20 a 24 | 0     |
| 4     | 15 a 19 | 4     |
| 4     | 10 a 14 | 0     |
| 0     | 5 a 9   | 0     |
| 0     | 0 a 4   | 0     |

## Economia
El 2007 la població en edat de treballar era de 75 persones, 53 eren actives i 22 eren inactives. De les 53 persones actives 49 estaven ocupades (28 homes i 21 dones) i 4 estaven aturades (2 homes i 2 dones). De les 22 persones inactives 10 estaven jubilades, 6 estaven estudiant i 6 estaven classificades com a «altres inactius».

### Ingressos
El 2009 a Brethel hi havia 54 unitats fiscals que integraven 119 persones, la mediana anual d'ingressos fiscals per persona era de 17.432 €.

### Activitats econòmiques
Dels 4 establiments que hi havia el 2007, 2 eren d'empreses de construcció, 1 d'una empresa de comerç i reparació d'automòbils i 1 d'una empresa classificada com a «altres activitats de serveis».
Dels 2 establiments de servei als particulars que hi havia el 2009, 1 era una fusteria i 1 empresa de construcció.

## Poblacions més properes
El següent diagrama mostra les poblacions més properes.